# 馬克西米夫卡 (伊奇尼亞區)
50°57′8″N 32°30′2″E / 50.95222°N 32.50056°E
馬克西米夫卡（烏克蘭語：Максимівка），是烏克蘭北部的村莊，隸屬切爾尼希夫州的普里盧基區。該村始建於1600年，面積2.06平方公里，海拔高度139米，2001年人口276，人口密度每平方公里134人。